# みなみ公園 (岩見沢市)
みなみ公園・南公園（みなみこうえん）は、北海道岩見沢市にある近隣公園（鉄道公園）。

## 概要
国道12号沿いに設置され園内には、蒸気機関車（C57形・D51形）2機の車輌が展示、保存されている。元々この場所は、岩見沢東高等学校の敷地の一部であり、校舎自体は10条通りに沿って、現在の南小学校敷地を含んでおり、岩見沢東高等学校が現在地へ移転した後、跡地に南小学校が移転し、残った西側部分である。現在はそのあゆみが書かれた石碑が建つ。

## 展示車輌

### 国鉄C57形蒸気機関車
C57144
製造年月日：1940年（昭和15年）10月19日
廃車年月日：1976年（昭和51年）3月1日
製造所：三菱重工
岩見沢機関区配属年月日：1969年（昭和44年）10月1日
前配属機関区：札鉄局（札幌鉄道局）室蘭機関区
運転キロ数：2992899.4 km
使用線区：室蘭本線
重さ：自重80 t・運転整備重量115 t
長さ：20.330 m
幅：2.8 m
高さ：3.945 m

### 国鉄D51形蒸気機関車
D5147
製造年月日：1937年（昭和12年）1月30日
廃車年月日：1973年（昭和48年）11月30日
製造所：日立製作所
岩見沢機関区配属年月日：1939年（昭和14年）
前配属機関区：東鉄局（東京鉄道局）高崎機関区
運転キロ数：23216566.4 km
使用線区：函館本線・室蘭本線・根室本線・幌内線・万字線・歌志内線
重さ：自重90 t・運転整備重量125 t
長さ：19.730 m
幅：2.8 m
高さ：3.98 m

## 周辺
- 岩見沢警察署 - 岩見沢市10条東2丁目1-1
- 岩見沢市温水プール - 岩見沢市9条東2丁目
- 岩見沢市立南小学校 - 岩見沢市9条東2丁目1-1